# Nahuel Häfliger
Jan Nahuel Häfliger (* 1987 in Buenos Aires, Argentinien) ist ein Schweizer Schauspieler.

## Leben
Hälftiger, der außerdem die argentinische und spanische Staatsbürgerschaft besitzt, wuchs in Basel auf, wo er die Matur ablegte. Von August 2007 bis Juli 2011 absolvierte er seine Schauspielausbildung an der Bayerischen Theaterakademie August Everding in München. Er studierte, als Stipendiat der Armin-Ziegler-Stiftung in Zürich, an der Hochschule für Musik und Theater München.
Während seiner Ausbildung hatte er bereits erste Theaterengagements am Metropoltheater München und am Stadttheater Oblomow in München. Am Metropoltheater trat er 2009 in Bühnenfassungen der Lars-von-Trier-Filme Dogville und Manderlay auf. 2011 wirkte er am Prinzregententheater München in Kurt Weills Musiktheaterstück Street Scene, einer Opern-/Schauspiel-Produktion (Regie: Gil Mehmert), mit. 2011 war er Darsteller in der deutsch-spanischen Theaterproduktion „Malinche – Ein Herrenabend“ (Regie: Daphne Ebner). 2013 erhielt er für „Malinche – Ein Herrenabend“ den Ensemblepreis bei den 31. Bayerischen Theatertagen in Nürnberg.
Von 2011/12 bis zum Ende der Spielzeit 2014/15 war er festes Ensemblemitglied am Kinder- und Jugendtheater „Theater Junge Generation“ (tjg) in Dresden. Dort spielte er u. a. Dr. Robinson in Die Abenteuer des Tom Sawyer (2011), Werther in Die Leiden des jungen Werthers (R: Dominik Günther), Anton in Pünktchen trifft Anton (2014–2015), Juro in Krabat und die Titelrolle in Robin Hood (2015). 2014 erhielt er den Solo-Förderpreis des 8. Sächsischen Theatertreffens für seine Rolle als Rick in Cherryman jagt Mr. White.
Seit der Spielzeit 2015/16 ist er festes Ensemblemitglied am Deutschen Nationaltheater Weimar. Dort übernahm er bisher Manuele Giri in Der aufhaltsame Aufstieg des Arturo Ui und Pisto in der Uraufführung von Luft nach oben von Dirk Laucke (nach Motiven von Jura Soyfers Astoria). 
Häfliger hatte bisher kleine Rollen in Kurzfilmen und Kinofilmen, u. a. unter der Regie von Tim Trageser und Jeanine Meerapfel. Im November 2015 war er in dem ZDF-Fernsehfilm Ein Sommer in Barcelona, neben Sabine Postel und Sinja Dieks, in einer Hauptrolle zu sehen; er spielte den spanischen Bankierssohn Emilio de Alvarado.
Von 2010 bis 2013 trat er mit dem spanischen Solo-Liederabend „Te quiero, no te quiero más, te quiero ...“ auf und gab Konzerte u. a. in München und Basel. Häfliger ist außerdem Sänger der Rockband [Xa'leo]. Er besitzt neben der Schweizer Staatsangehörigkeit auch die argentinische und die spanische Staatsangehörigkeit. Häfliger wohnt aktuell (Stand: November 2015) in Weimar.

## Filmografie (Auswahl)
- 2011: Der ewige Tourist (Kurzfilm)
- 2011: Adel Dich (Kinofilm)
- 2012: Der deutsche Freund (Kinofilm)
- 2012: SOKO 5113 (Fernsehserie; Folge: Den Tod gibt's nicht umsonst)
- 2015: Ein Sommer in Barcelona (Fernsehfilm)
- 2020: Das Damengambit (Netflix, Miniserie)